# سلطان علي المشهدي

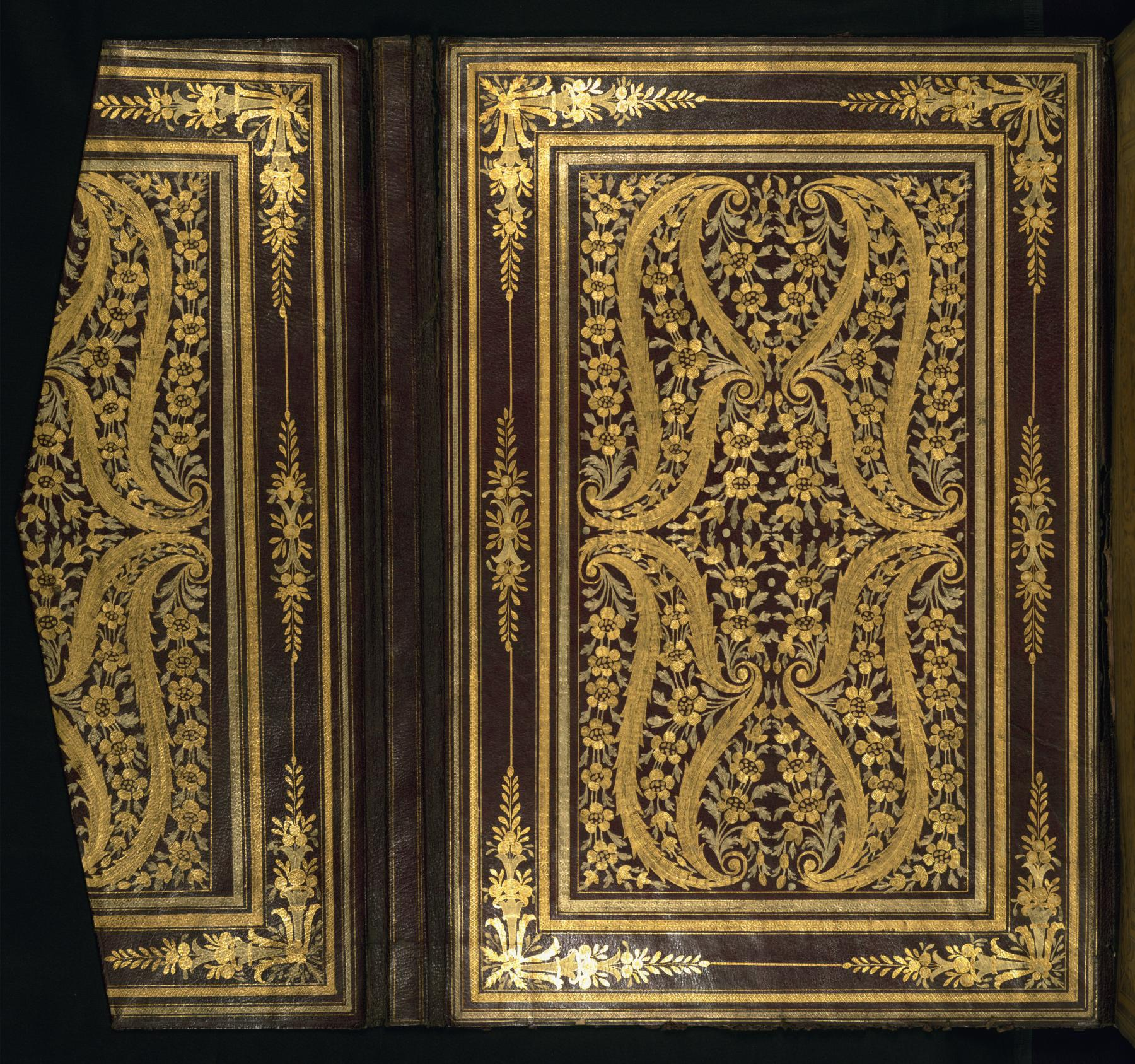
غلاف كتاب يحوى على أعمال فنية فارسية، بعضها للمشهدي - متحف والترز.

سلطان علي المشهدي (841 - 926 هـ / 1453 - 1520 م) هو خطاط و شاعر فارسي.
هو نظام الدين سلطان علي المشهدي، الملقب بسلطان الحفاظين. ولد في مشهد الامام الرضا بخراسان ، وبها نشأ وتعلم. في سنة 865 هـ دعاه الأمير أبو سعيد التيموري إلى هراة ، فلبى طلبه وتوجه إلى الأمير ولازمه وحظي لديه. وبعد أن توفي التيموري أصبح يعمل كاتبا لدى السلطان حسين ميرزا بايقرا. بعد وفاة السلطان حسين ميرزا رجع إلى مشهد وبها توفي.

## آثاره
من آثاره: «ديوان شعر» ، ومثنوية «صراط السطور» أو «صراط الخط». كما نسخ دواوين كثيرة وبخاصة المنظومات الخمس بخط التعليق الخفيف (خرده خفي).